# Дрејмонд Грин
Дрејмонд Џамал Грин Старији (енгл. Draymond Jamal Green Sr.; Сагино, Мичиген, 4. март 1990) амерички је кошаркаш. Игра на позицији крилног центра, а тренутно наступа за Голден Стејт вориорсе. 

## Каријера
Похађао је Универзитет Мичиген Стејт од 2008. до 2012. године.
Изабран је као 35. пик у другом кругу НБА драфта 2012. од стране Голден Стејта. Дебитовао је 31. октобра, на утакмици против Финикс санса. Године 2015. са Ратницима дошао је до прве НБА титуле од 1975.
Године 2016, у Торонту, по први пут је наступио на НБА ол-стар утакмици. Девет пута је изабран у најбољи одбрамбени тим лиге.

## Успеси

### Клупски
- Голден Стејт вориорси:
  - НБА (4): 2014/15, 2016/17, 2017/18, 2021/22.

### Репрезентативни
- Олимпијске игре:  2016, 2020.

### Појединачни
- НБА ол-стар меч (4): 2016, 2017, 2018, 2022.
- Идеални тим НБА — друга постава (1): 2016/17.
- Идеални тим НБА — трећа постава (1): 2016/17.
- Одбрамбени играч године НБА (1): 2016/17.
- Идеални одбрамбени тим НБА — прва постава (5): 2014/15, 2015/16, 2016/17, 2020/21, 2024/25.
- Идеални одбрамбени тим НБА — друга постава (4): 2017/18, 2018/19, 2021/22, 2022/23.

## НБА статистика
| † | Означава сезону када Грин осваја НБА титулу |

#### Регуларна сезона
| Сезона   | Екипа        | ОУ  | СУ | МПУ  | ПШ%  | 3П%  | СБ%  | СПУ | АПУ | УПУ | БПУ | ППУ  |
| -------- | ------------ | --- | -- | ---- | ---- | ---- | ---- | --- | --- | --- | --- | ---- |
| 2012/13  | Голден Стејт | 79  | 1  | 13.4 | .327 | .209 | .818 | 3.3 | .7  | .5  | .3  | 2.9  |
| 2013/14  | Голден Стејт | 82  | 12 | 21.9 | .407 | .333 | .667 | 5.0 | 1.9 | 1.2 | .9  | 6.2  |
| 2014/15† | Голден Стејт | 79  | 79 | 31.5 | .443 | .337 | .660 | 8.2 | 3.7 | 1.6 | 1.3 | 11.7 |
| Каријера | Каријера     | 240 | 92 | 22.3 | .412 | .321 | .685 | 5.5 | 2.2 | 1.1 | .8  | 6.9  |